# (74308) 1998 TN31
(74308) 1998 TN31 – planetoida z pasa głównego asteroid okrążająca Słońce w ciągu 4,09 lat w średniej odległości 2,55 j.a. Odkryta 11 października 1998 roku.